# Pleuroclada albescens
Pleuroclada albescens är en bladmossart som först beskrevs av William Jackson Hooker, och fick sitt nu gällande namn av Spr.. Pleuroclada albescens ingår i släktet Pleuroclada och familjen Cephaloziaceae. Inga underarter finns listade i Catalogue of Life.